# 네무로반도

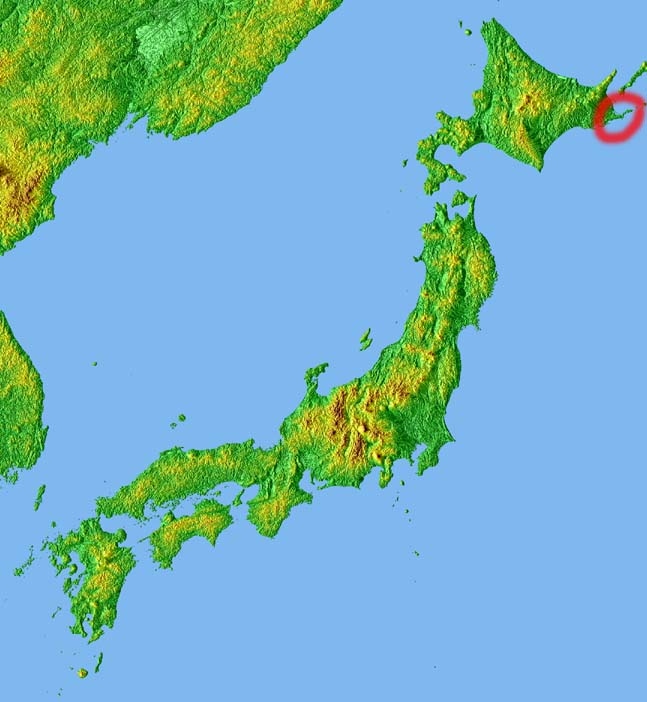
네무로반도의 위치

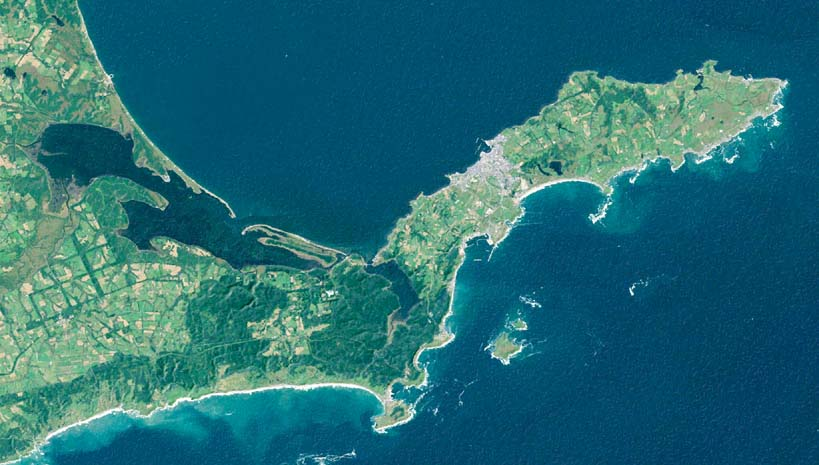
네무로반도의 랜드샛 위성 사진

네무로반도(根室半島, ねむろはんとう)는 홋카이도의 동쪽에 있는 반도이다. 길이는 약 30 km, 폭 8 km의 홀쭉한 반도이다. 홋카이도의 최동단에 위치해 있으며, 전체가 네무로시에 속해 있고 반도의 중앙에 네무로시의 중심지가 있다. 북쪽은 네무로만에 접해 있다. 네무로반도에서 3.7 km 떨어진 곳에는 하보마이 군도가 위치해 있다.

## 같이 보기
- 노삿푸곶